# Champat Rai Jaïn
Œuvres principales
- The Key of Knowledge
- The Practical Dharma
- Jainism Christianity and Science

Champat Rai Jaïn, né le 6 août 1867 à Delhi (Inde) et mort le 2 juin 1942 à Karachi (Pakistan), est écrivain jaïn apologétique, érudit en religion comparée, barrister et orateur.

## Biographie
Champat Rai Jaïn est né de l'union entre L. Chandra Mal et Smt. Parwati Devi puis fut adopté par L. Sohanlal Bankelal à l'âge de 7 ans. Il se marie en 1880 à l'âge de 13 ans avec la fille de B. Pyare Lal Jaïn.
En 1892, il étudie le droit en Angleterre. Il en revient en 1897 en tant que barrister. Il pratique sa profession à Delhi.
Après avoir quitté son travail de barrister, il reviendra pendant de longues périodes en Europe, où il publie et édite des livres sur le jaïnisme.
Il tente d'expliquer le jaïnisme avec un vocabulaire scientifique et une approche moderne de la psychologie,,.
Selon Padmanabh Jaini, durant l'époque coloniale, Champat Rai Jaïn fait l'apologie du jaïnisme, défendant la doctrine jaïna critiquée par des missionnaires chrétiens, écrivant le premier essai jaïn en relation avec le christianisme lorsque les missionnaires chrétiens exprimèrent leur frustration face au refus des jaïns, sans dieux païens, de se convertir au christianisme. Il est un grand défenseur de la religion jaïna.
Il est honoré du titre de Jain Darshan Diwakar.
Atteint par la tuberculose, il retourne en Inde en 1937. Il décède à Karachi (Pakistan actuel) le 2 juin 1942.

## Conférences
Champat Rai Jaïn essaye de présenter le jaïnisme comme une religion de sciences, un savoir qu'il clame sans dogmatisme ou mysticisme.
« Jainism is a science, and not a code of arbitrary rules and capricious commandments. It does not claim to derive its authority from any non-human source, but is, science-like, founded on the knowledge of those Great Ones who have attained perfection with its aid. Scientific validity can be claimed neither by dogmatism nor mysticism; and it is unnecessary to add that nothing but science and scientific thought can be relied upon to produce immediate, certain and unvarying results. »
— Champat Rai Jaïn, Essays and Addresses

« Le Jaïnisme est une science, et non un ensemble de règles arbitraires et commandements fantasques. Il ne réclame pas son authorité d'origine non humaine, mais est, à la manière de la science, fondé par la connaissance de ces Grands Héros qui ont atteint la perfection avec son aide. La validité scientifique ne peut être revendiqué ni par le dogmatisme ni par le mysticisme; et il est inutile d'ajouter que l'on ne peut compter que sur la science et la pensée scientifique pour produire des résultats immédiats, certains et invariables. »
— Essays and Addresses
- Jaina Doctrine - Conférence devant L'« Association des Amis de l'Orient » (Paris) le 28 novembre 1926[11].
- Jainism And Its Power To Stop Human Warfare - Conférence devant l'organisme « Le Trait d'Union » à Nice[12].
- Religion and Comparative Religion - Conférence à Gênes (Italie) le 6 janvier 1927[13].
- Ahimsa as the Key to World Peace - Conférence devant le « World Fellowship of Faiths » en 1933[14].

## Œuvres

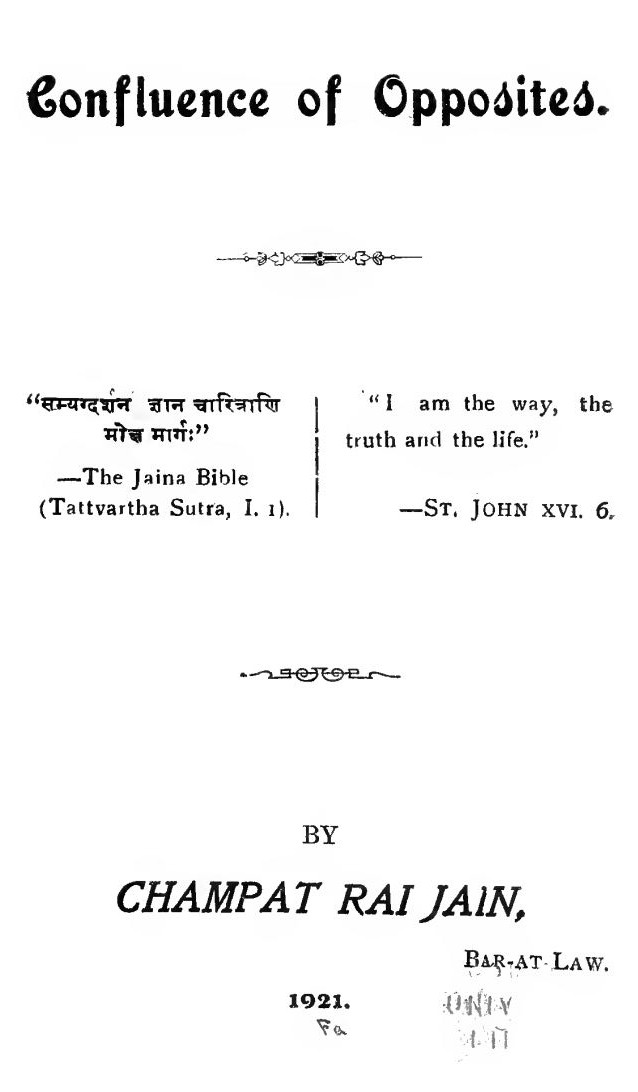
Confluences of opposites (1921)
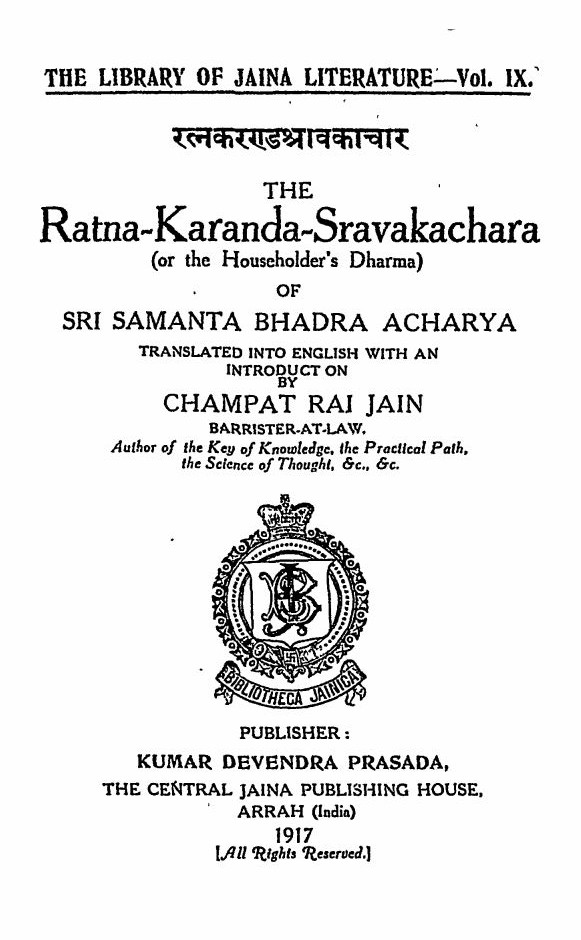
The Householder's Dharma (1917)
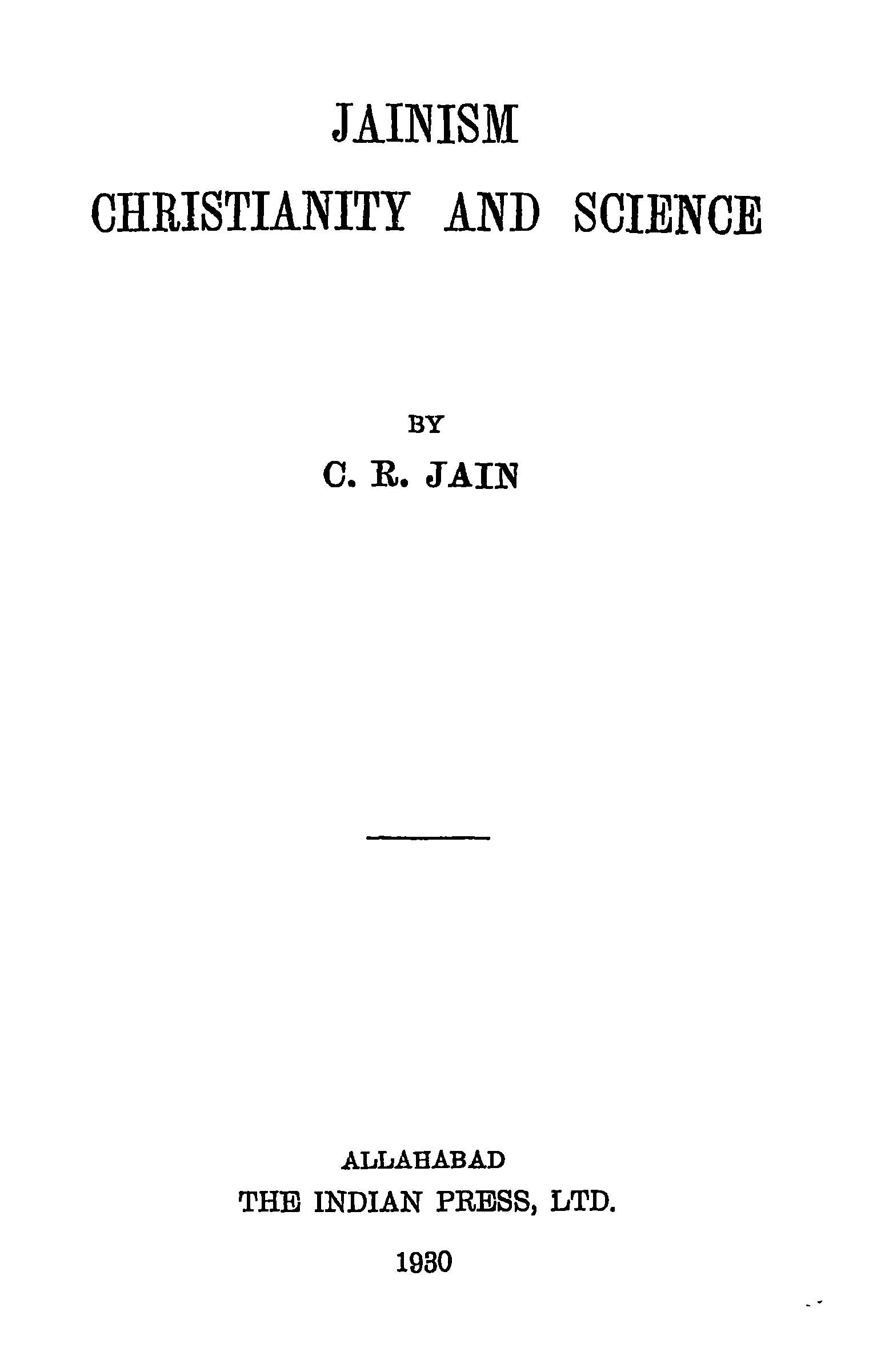
Jainism Christianity and Science (1930)
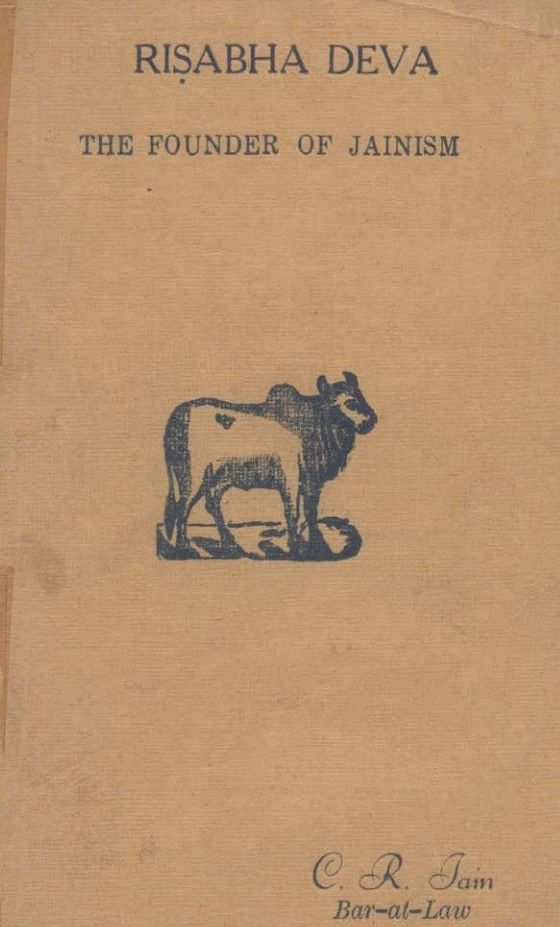
Risabha Deva - The Founder of Jainism (1929, 1935)

Champat Rai Jaïn écrit dans trois langues : Anglais, Hindi et l'Ourdou.

### Anglais
- The Key of Knowledge (1915, 1919, 1928)[15]

- The Householder's Dharma (1917) : traduction anglaise du texte jaïn Ratnakaranda śrāvakācāra[16]
- The Practical Dharma (1929) : seconde édition de "The Pratical Path" (1917)[17]
- Confluence of Opposites (1921)[18]

- The Jain Law (1926)[19],[20]
- Nyaya - The Science of Thought (1916, 1924)[21]

- Jainism, Christianity and Science (Allahabad, 1930)[9]
- The Lifting Of The Vell or The Gems Of Islam (1931)[22]
- The Practical Dharma (1929)
- Risabha Deva - The Founder of Jainism (1929, 1935)[23]
- Sannyasa Dharma (1926)
- Sacred Philosophy (1920)

#### Essays and Addresses
- What is Jainism (Essays and Addresses - I)
- Jainism and World Problems (Essays and Addresses - II)
- The Change of Heart (Essays and Addresses - III)

### Hindi
- Jain Law
- Sanatana Jain Dharma

### Ourdou
- Jawahrat-e-Islam

## Key of Knowledge

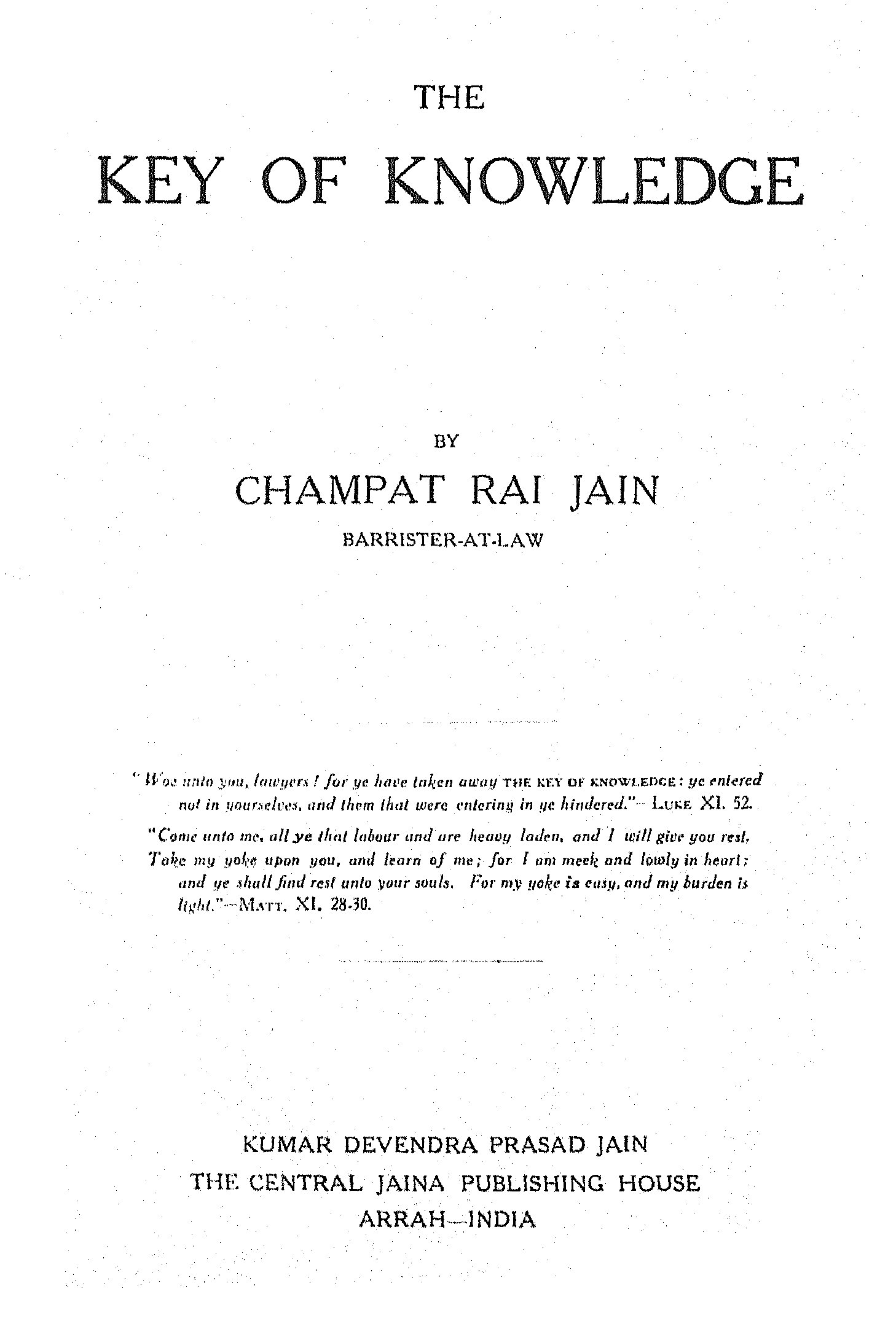
Couverture du livre The Key of Knowledge

Key of Knowledge, est un livre écrit par Champat Rai Jaïn, la première édition date de 1915. Reconnu par plusieurs érudits :
« No English knowing Jaina has attempted to gather such a mass of information on religions and philosophical subjects. »
— The Jain Hitechu, Confluences of Opposites

« Aucun anglais connaissant le jaïnisme n'a tenté de rassembler autant d'informations sur le sujet de la religion et la philosophie »
— Confluences of Opposites
« [...] The book [...] is [...] one of those few books that deserve all praise [...] Mr. CHAMPAT RAI is to be congratuled on the very important contribution he has made to the literature of Comparative Religion »
— Indian Thought (vol, viii for 1916), Confluences of Opposites

« [...] Le livre [...] est [...] un des rares méritant tous les éloges [...] M. Champat Rai doit être félicité pour la très importante contribution qu'il a apportée à la littérature de la Religion Comparée [...] »
— Confluences of Opposites
Mais également Vijay K. Jain :
« Many illuminated works and teachings of great thinkers and sages of the past have repeatedly told us that we need to be able to distinguish between valuable gems and valueless stones, both of which are scattered along our way. One such valuable gem that I could lay my hands on, about a decade ago, was that amazingly comprehensive yet precise treatise The Key of Knowledge, by Champat Rai Jain. The book, first published in 1915, true to its title, has timeless pearls of wisdom in each of its 900-plus pages; one has only to have patience, and develop appreciation and understanding to pick them up. No other work that I know of treats of the great issues that confront humanity with the same simplicity, charm, ease, authority and freedom. As could be expected from a Barrister-at-Law of that era, he was a brilliant grammarian and logician; but more than that, he was a great philosopher. »
— Vijay K. Jain, From IIM-Ahmedabad To Happines

« Nombreux travaux et enseignements lumineux de grands penseurs et sages du passé nous ont enseigné à plusieurs reprises que nous devons être capables de distinguer entre les pierres précieuses et les pierres sans valeur, qui sont dispersées sur notre chemin. Il y a une dizaine d'années, un de ces joyaux précieux sur lequel je pouvais mettre la main était ce traité étonnement complet et précis, The Key of Knowledge, de Champat Rai Jaïn. Le livre, d'abord publié en 1915, fidèle à son titre, a des perles de sagesses intemporelles dans chacune ses 900 pages; il suffit d'avoir de la patience et de développer l'appréciation et la compréhension pour toutes les ramasser. Aucun autre travail que je connais ne traite des grands problèmes auquel l'humanité se confrontent avec une telle simplicité, élégance, facilité, autorité et de liberté. Comme on pouvait s'y attendre d'un barrister de cette époque, il était un brillant grammairien et logicien; mais mieux que cela, il était un grand philosophe. »
— From IIM-Ahmedabad To Happines